# CSI: Hard Evidence
CSI: Hard Evidence en un videojuego basado en la serie de televisión de la CBS CSI: Crime Scene Investigation. Este es la quinta entrega de juegos de CSI, incluyendo el de CSI: Miami.
Al igual que con los anteriores juegos de CSI, hay cinco casos a trabajar. Sin embargo, el juego incluye mejoras respecto a CSI: 3 Dimensions of Murder, como un kit en 3D de la escena del crimen. La voz de Sara Sidle es realizada por la actriz Kate Savage y no por Jorja Fox. La voz de Catherine Willows también es sustituida este juego, por la de Edie Mirman en desmedro de Marg Helgenberger.
Este es el primer juego de consola de Telltale Games que se lanzó en línea con la versión de PC. Es así mismo, el primero juego de Telltale Games para Xbox 360 y Wii.

## Los casos

### Caso 1:  Burning For You
En el primer caso, un taxista ha muerto en un incendio provocado aparentemente dentro de su automóvil. El jugador trabaja con Nick Stokes en este caso.
Al llegar a la escena del crimen, Nick ya ha cerrado el taxi, para evitar cualquier contaminación de la evidencia. Las pruebas encontradas en la escena incluye una lata de aguarrás, algunas fibras de mezclilla y las huellas dactilares. En primer lugar se analiza la evidencia en la Unidad de Análisis móviles, antes de continuar con el resto de la investigación. Una vez que el cuerpo ha sido trasladado a la morgue, el médico señala que la víctima tenía muchos tatuajes, con un motivo racista, revelando más sobre sus antecedentes. La evidencia lleva a sólo tres sospechosos, un hippie sin hogar en un campo de golf, un artista y su pareja.

### Caso 2: Double Down
Una mujer es apuñalada en su casa y vive, pero sin saber con que daños. El jugador trabaja junto a Catherine Willows en este caso. Se sospecha inicialmente del marido de la mujer. Este caso también puede ser jugado como el sexto caso de la versión de PlayStation 2 de CSI: 3 Dimensions of Murder.

### Caso 3: Shock Rock
Los cuerpos de cuatro miembros de una banda de rock llamada Bullet Train, así como el ganador de "American Idol" se encontraron electrocutados en set de un estudio. El jugador trabajará con Warrick Brown en este caso.

### Caso 4: In Your Eyes
Un cirujano ocular fue brutalmente asesinado en su propia casa. el único testigo es su mujer ciega. El jugador trabaja el caso con Greg Sanders. Tras la sospecha inicial sobre la hija de los cirujanos, la evidencia nos lleva de vuelta a la mujer ciega, en retribución por años de abusos y de la cirugía fallida que la dejó ciega.

### Caso 5: The Peacemaker
Ha habido un tiroteo de armas donde muchas de las balas se han encontrado, y un empleado de la tienda recibe disparos en repetidas ocasiones. Uno de los tres hermanos se encuentran esperando en la escena del crimen con armas en la mano. A pesar de la confesión completa y montones de pruebas físicas, el sendero nos lleva de nuevo a los otros dos hermanos, enfurecidos por rencillas que tenían desde la escuela secundaria. El jugador trabaja con Gil Grissom en este caso final.
| Publicación | Puntuación |
| ----------- | ---------- |
| IGN.com     | 6.1/10     |
| GameSpot    | 5.5/10     |

## Recepción
CSI: Hard Evidence ha recibido malas críticas, citando como principales defectos la repetitividad y la falta de desafíos. También se señaló que se prestaba poca atención a las mejores posibilidades que ofrecían las nuevas consolas como la Xbox 360. Es el único videojuego de CSI que ha sido lanzado en Steam.